# Чигрина
Чигрина — хутор в Красноармейском районе Краснодарского края.
Входит в состав Трудобеликовского сельского поселения.

## География
Хутор расположен по правому берегу реки Протока. По левому берегу располагается город Славянск-на-Кубани.

### Улицы
- ул. Береговая,
- ул. Восточная,
- ул. Гагарина,
- ул. Казачья
- ул. Колхозная,
- ул. Ленина,
- ул. Лесная,
- ул. Первомайская,
- ул. Проточная,
- ул. Центральная

## История
В период СССР на территории х. Чигрина располагались администрация отделения № 7 колхоза имени Мичурина, клуб, почтовое отделение, начальная школа, магазин, асфальтный завод, временный понтонный причал для грузовых речных судов с баржами (перевалка песка, гравия для асфальтного завода и для дальнейшей транспортировки), пляж.

## Население
| 2002 | 2010 |
| ---- | ---- |
| 404  | ↗409 |